# Treehouse of Horror XXVIII
«Treehouse of Horror XXVIII» (укр. «Будинок жахів XXVIII») — четверта серія двадцять дев'ятого сезону мультсеріалу «Сімпсони», прем'єра якої відбулась 22 жовтня 2017 року у США на телеканалі «Fox».

## Сюжет

### Вступ: The Sweets Hereafter (укр.Цукерки з того світу)
Сім'я Сімпсонів знаходиться на тарілці, як частина цукерок, які розповсюджуються на Хелловін. Барт — батончик «Баттерфінгер» — боїться бути захопленим, Мардж — батончик «Mars» — втішає його, кажучи, що він — завжди останній, а Гомер — батончик «Oh Henry!» — говорить, що навіть старі родзинки з'їдають раніше за нього. Тим часом Ліса як яблуко, скаржиться на те, що ніхто ніколи не хоче яблука, бо бояться, що всередині неї бритва. Мардж заспокоює її, кажучи, що люди беруть їх, тільки коли вони опущені в карамель, до відрази яблука.
Наступного дня серед неторканих солодощів залишилися Сімпсони. Пізніше, коли люди прибирали прикраси після Хелловіна, вони опинилися на верхній полиці. На полиці вони знайшли шоколадного великоднього зайця, який говорить їм, що тут про їх забудуть назавжди. Бачачи його дискомфорт, коли його ніхто не бере, Гомер починає його їсти. Мардж намагається зупинити його, але він каже їй, що шоколад нічого не відчуває, і Гомер, а згодом і решта, продовжує їсти його. Камера показує стіну, де спершу написано «The Simpsons Easter Special» (укр. «Сімпсони — Пасхальний випуск»), але темний шоколад з кролика, що нагадує кров, розбризкується повсюди, і викладає поверх цього напису «Treehouse of Horror XXVIII».

### The Exor-Sis (укр.Екзор-Сістер)
У дохристиянському храмі на півночі Іраку викопана статуя Пазузу. Вона відправляється через Amazon до будинку Сімпсонів (Гомер випадково замовив її, думаючи, що в ній написано «піца»). Гомер співає Меґґі дуже тривожну колискову, під час якої у нього світяться червоними очі. Після цього він залишає статую демона в ліжечку дівчинки.
Одержима демоном, Меґґі з'являється під час коктейльної вечірки, яку Гомер і Мардж влаштували внизу. Демон вбиває Гелен Лавджой, а потім замикає всіх. Нед Фландерс говорить Сімпсонам, що з Меґґі потрібно провести обряд екзорцизму, після він вмирає від побиття і задушення іграшковою машинкою. Незабаром після цього прибуває католицький священик, який виконує заклинання, яке очищає Меґґі від Пазузу. Однак, в результаті, демон вселяється в Барта, про що він зі страхом шкодує, заявляючи, що у Барта найтемніша душа.

### Coralisa (укр.Кораліса)
Коли Меґґі все ще одужує від Пазузу її починає сильно рвати по всьому обідньому столі, зрештою заливаючи кухню блювотою. Втомившись від цього Ліса вирушає в свою кімнату. Там Сніжок V проводить її через секретний тунель, який веде їх до іншої версії сім'ї… з рожевими ґудзиками замість очей. Хоча альтернативна сім'я схожа на ідеальну, дівчинка з жахом повертається у свій світ, коли дізнається, що вони теж хочуть пришити ґудзики на її очах, щоб вона могла залишитися з ними назавжди. Однак, Ліса переглядає пропозицію альтернативної сім'ї після того, як Гомер (з реальності) вбив змію її саксофоном.
Кілька днів по тому сім'я нарешті розуміє, що Ліса зникла. Гомер приймає це і говорить, що Меґґі отримує кімнату і одяг Ліси, а Барт — домашнє завдання сестри. Почувши це, Барт збігає через двері і потрапляє в альтернативну реальність. Після того, як Мардж біжить слідом за своїми дітьми, Гомер також дотримується поради Сніжка V. Однак, його зустріч з альтернативної сім'єю призводить до того, що він вбиває альтернативного Барта, в той час як альтернативний Гомер ранить себе ножицями, намагаючись помститися за нього. Це доводить до сказу альтернативну Мардж, і вона перетворюється у восьминогу павукоподібну істота, щоб напасти на Гомера. Останній вирішує скористатися ситуацією на свою користь: він приводить решту членів альтернативного сімейного будинку, які вижили, у реальність. Альтернативний Гомер відвідує батьківські збори, в той час як альтернативна Мардж виконує роботу по дому і охороняє будинок. Ліса приймає цей результат, стверджуючи, що це могло бути набагато гірше.

### MMM… Homer (укр.МММ…Гомер)
Перед початком третього акту Ліса попереджає глядачів огидний вміст, кажучи, що їм «доведеться подивитись „Гру престолів“, щоб заспокоїтись».
Гомер залишається вдома, в той час як решта сім'ї їде в Огайо з Патті і Сельмой. Гомеру добре, але врешті решт у нього закінчується їжа (залишилися тільки овочі). На щастя, він знаходить заморожений хот-дог.
Під час процесу його приготування, Гомер випадково відрізає свій палець, який падає на гриль. Він готує палець і з'їдає його. Після того, як Гомер виявляє, наскільки це смачно, він втрачає інтерес до іншої їжі, коли Нед запрошує його на обід.
Гомер починає готувати частини свого тіла, перш ніж його сім'я повертається. Вони здивовані, чому Гомер постійно носить кухонні рукавиці, схуд кілограмів на 10 і кульгавить.
Однієї ночі Мардж виявляє, що Гомер каннібалізує себе, коли він смажив свою відрубану ногу. Вона відвозить його до консультанта по наркоманії за допомогою, Гомер вже не взмозі зупинитись, через що Мардж кидає його.
Там шеф-кухар Маріо Баталі в пошуках нових інгредієнтів переконує похмурого Гомера приготувати решту частин його тіла (на той час залишилася тільки голова). Ця «страва» продається в ресторані «Chez Homer» в будинку Сімпсонів і декількох інших ресторанах по всьому Спрінґфілді. Карл згадує, що вони також їдять Барні Гамбла, продавця коміксів і конину. На небесах Гомер коментує Ісусу, як це класно, коли всі їдять його тіло і починає відкушувати свої крила…

## Ставлення критиків і глядачів
Під час прем'єри серію переглянули 3,66 млн осіб з рейтингом 1.6, що зробило її найпопулярнішим шоу на каналі «Fox» тієї ночі.
Денніс Перкінс з «The A.V. Club» дав серії оцінку B-, сказавши, що «28-й випуск „Treehouse of Horror“ продовжує поважну традицію „Сімпсонів“, як завжди, викидаючи на екран цілу купу всякої всячини…».
Джессі Шедін з «IGN» дав серії 8,6 з 10 балів і сказав:
|  | Спецвипуски «Treehouse of Horror» рідко бувають одними з найбільш пам'ятних епізодів в будь-якому конкретному сезоні Сімпсонів. Однак 29 сезон, ймовірно, буде головним винятком. Три сегменти в цьому році були сильними. Серіал нарешті закрив дві великі дірки у своїй величезній колекції пародій на фільми жахів, нагадавши нам, що вона може образити і потривожити кращих з них |

Тоні Сокол з «Den of Geek» дав серії чотири з п'яти зірок, відзначивши, що «це була дуже кумедна серія».
Згідно з голосуванням на сайті The NoHomers Club більшість фанатів оцінили серію на 4/5 із середньою оцінкою 3,35/5.